# ألان بلو
ألان بلو (بالإنجليزية: Alan Blow)‏ هو قاضي ومحام بالقضاء العالي أسترالي، ولد في 2 ديسمبر 1949 في سيدني في أستراليا.